# 白洲 (日本)
白洲，又作白州，敬稱御白洲，是江戶時代日本奉行所内審判平民案件的法庭，因嫌疑犯跪坐的位置鋪上一層白色砂石而得名。白洲分為「公事場」和「砂利敷」兩部分，奉行、吟味役、書役和見習与力坐於「公事場」，而嫌疑犯或者原告和被告坐於「砂利敷」，由同心警戒和看管，被審判的人員如果是浪人或者町人可以坐在板縁上。負責審訊的是審訊與力，而非奉行。奉行在白洲的工作是確認犯人的身份和宣判刑責。白洲的邊緣一般會放置突棒、刺股和袖搦這類工具以控制嫌疑犯。
江戶時代的審訊以自白為主，如果嫌疑人不肯認罪，便會嚴刑逼供。在白洲一則也會放置拷問的刑具，以威嚇嫌疑人，實際拷問會在監獄進行。白洲一般設置在室内，在室内一處鋪設砂石，如高山陣屋。而日本時代劇中一般是室外鋪設白色砂石。